# Running Out
„Running Out” – singel norweskiego producenta muzycznego Matomy i jego rodaczki, piosenkarki Astrid S. Został wydany za pośrednictwem wytwórni FFRR Records i Parlophone 1 grudnia 2015 roku. Był notowany w pierwszej dziesiątce listy przebojów w Norwegii, gdzie uzyskał status platynowej płyty. 
Teledysk do utworu został opublikowany 31 marca 2016 w serwisie YouTube. 13 maja do sprzedaży trafił remix album zawierający cztery remiksy „Running Out”, których autorami byli Throttle & Niko The Kid, Kream, Samuraii i Alexander Lewis.

## Lista utworów
- Digital download:

1. „Running Out” – 3:31

- Running Out Remix EP:

1. „Running Out” (Throttle & Niko The Kid Remix) – 4:02
2. „Running Out” (Kream Remix) – 2:38
3. „Running Out” (Samuraii Remix) – 2:54
4. „Running Out” (Alexander Lewis Remix) – 3:17

## Notowania na listach przebojów
| Lista                                   | Najwyższa pozycja |
| --------------------------------------- | ----------------- |
| Belgia (Wallonia) (Ultratip 50 Singles) | 41                |
| Norwegia (Top 20 Singles)               | 7                 |
| Szwecja (Top 60 Singles)                | 57                |

## Certyfikaty
| Kraj                  | Certyfikat         | Sprzedaż |
| --------------------- | ------------------ | -------- |
| Norwegia (IFPI Norge) | 2× platynowa płyta | 20 000   |